# Le città viste dal basso
Le città viste dal basso è una raccolta del gruppo musicale piemontese Perturbazione pubblicato in vinile ed in edizione limitata (999 copie) nel 2009 e contenente le registrazioni live di alcuni brani tratti dal tour dello spettacolo omonimo, tenutosi in tutta Italia nel periodo 2005-2006.

## Tracce
Lato A (alto)
1. Vedute dallo spazio (con Emidio Clementi)
2. Firenze (canzone triste)
3. Rimini (con Mauro Ermanno Giovanardi e Meg)
4. Trasudamerica (con Cristiano Godano)
5. Città vuota (con Syria)

Lato B (basso)
1. Una città per cantare (con Max Pezzali)
2. Piromani (con Le luci della centrale elettrica)
3. Sobborghi (con Francesco Bianconi)
4. L'inutilità della puntualità (con Manuel Agnelli)
5. Me ne vado da Roma (con Remo Remotti)